# Trumpetrankesläktet
Trumpetrankesläktet (Campsis) är ett släkte i familjen katalpaväxter med två arter. En i Nordamerika och en i Kina och Japan. De kan odlas som trädgårdsväxt i sydligaste Sverige.
Arterna är klättrande buskar eller lianer med tar stöd med hjälp av luftrötter. Bladen är motsatta, parbladiga med sågtandade bladkanter. Blomställningarna är toppställda, klaselika samlingar. Fodret är klocklikt, oregelbundet femflikigt, något läderartat. Kronan är röd eller orangeröd, klock- till trattformad, någon osymmestrik med fem utbredda, rundade flikar. Ståndarna är fyra. Frukten är en tvårummig kapsel, med tillplattade frön som har halvt genomskinliga vingar.